# Łochów
Łochów – miasto w Polsce położone w województwie mazowieckim, w powiecie węgrowskim, siedziba gminy miejsko-wiejskiej Łochów. W latach 1975–1998 miasto administracyjnie należało do województwa siedleckiego.
W 2011 miasto liczyło 6761 mieszkańców.

## Położenie
Miasto położone jest w Dolinie Dolnego Bugu nad rzeką Liwiec. Sąsiaduje z dużym kompleksem leśnym – Lasami Łochowskimi.
Łochów leży w dawnej ziemi nurskiej na historycznym Mazowszu.

## Historia

### Powstanie Łochowa
Łochów znany był od czasów średniowiecza. Pierwsze wzmianki o miejscowości pochodzą z XIV wieku. Początkowo była to osada książęca na skraju Puszczy Kamienieckiej o nazwie Łochowiecz, z której władcy Mazowsza wybierali się na polowania do pobliskich nadbużańskich lasów.

### Wieś szlachecka
Łochów został lokowany na prawie chełmińskim jako wieś w 1378 przez księcia mazowieckiego Siemowita III i nadany na własność Wawrzyńcowi Pieńce. Na przełomie wieków XIV i XV właścicielem dóbr łochowskich został bliski współpracownik księcia mazowieckiego Janusza I Starszego Wawrzyniec z Targowego. Był on członkiem rodu Kuszabów herbu Kuszaba, który w XVI wieku przyjął nazwisko Łochowscy. Rodzina ta była w posiadaniu wsi do XVII wieku.
W 1488 r. staraniem właścicieli we wsi, nazywanej wówczas Łochowo, erygowano parafię. Nie istniała ona jednak długo, gdyż w połowie XVI wieku placówka ta została przeniesiona do miejscowości Kamionna. Prywatna wieś szlachecka Łochowo położona była w drugiej połowie XVI wieku w powiecie kamienieckim ziemi nurskiej województwa mazowieckiego.
W XVIII wieku Łochowo przeszło na własność rodziny Kuszlów. Pod koniec XVIII wieku było krótko współwłasnością rodów Hryniewiczów i Zielińskich.

### Okres zaborów
Od 1795 r. Łochowo znajdowało się w zaborze austriackim. W latach 1809–1815 w Księstwie Warszawskim, a od 1815 w Królestwie Polskim.
W 1800 r. część dóbr łochowskich należącą do Ignacego Zielińskiego nabyła rodzina Hornowskich herbu Korczak. W 1848 na licytacji cały majątek łochowski kupił Józef Hornowski.
6 listopada 1858 Józef Hornowski sprzedał cześć swoich gruntów pod budowę Kolei Warszawsko-Petersburskiej. Otwarcie linii kolejowej w 1862 r. spowodowało rozwój miejscowości. W 1868 r. została oddana do użytku stacja osobowo-towarowa Łochów. Od razu przydzielono jej ważną rolę, co widoczne było w rodzaju i wielkości zabudowy. Wzniesiono murowany dworzec, co było osobliwe na istniejącym tu w XIX wieku bezludziu. Wybudowano obszerną parowozownię, drewnianą wieżę ciśnień oraz pompownię nad Liwcem. Przy stacji mieszkało wiele rodzin obsługujących dworzec, parowozownię i tory. Dla nich został zbudowany dom wielorodzinny oraz budynki gospodarcze: obora, komórki, piwnice. W pobliżu stacji zaczęły się pojawiać też budynki niezwiązane z infrastrukturą kolejową oraz domy prywatne. W pobliżu Łochowa w 1873 r. została otwarta fabryka podkładów kolejowych w Baczkach.
W 1871 r. pożar strawił znaczną część zabudowy wsi położonej nad rzeką. W wyniku tego zdarzenia osadnictwo w miejscowości zaczęło się rozwijać głównie w pobliżu torów kolejowych. W 1882 w związku z rusyfikacją nazw polskich w Królestwie Polskim urzędowo Łochowo otrzymało nazwę Łochów.
W 1878 r. Józef Hornowski przepisał majątek Łochowo swojemu powinowatemu, Medardowi Stanisławowi Downarowiczowi herbu Przyjaciel, który w 1882 odsprzedał go właścicielowi Jadowa Zdzisławowi Zamoyskiemu. Zamoyscy byli w posiadaniu dóbr łochowskich do 1919 r.

### Okres międzywojenny

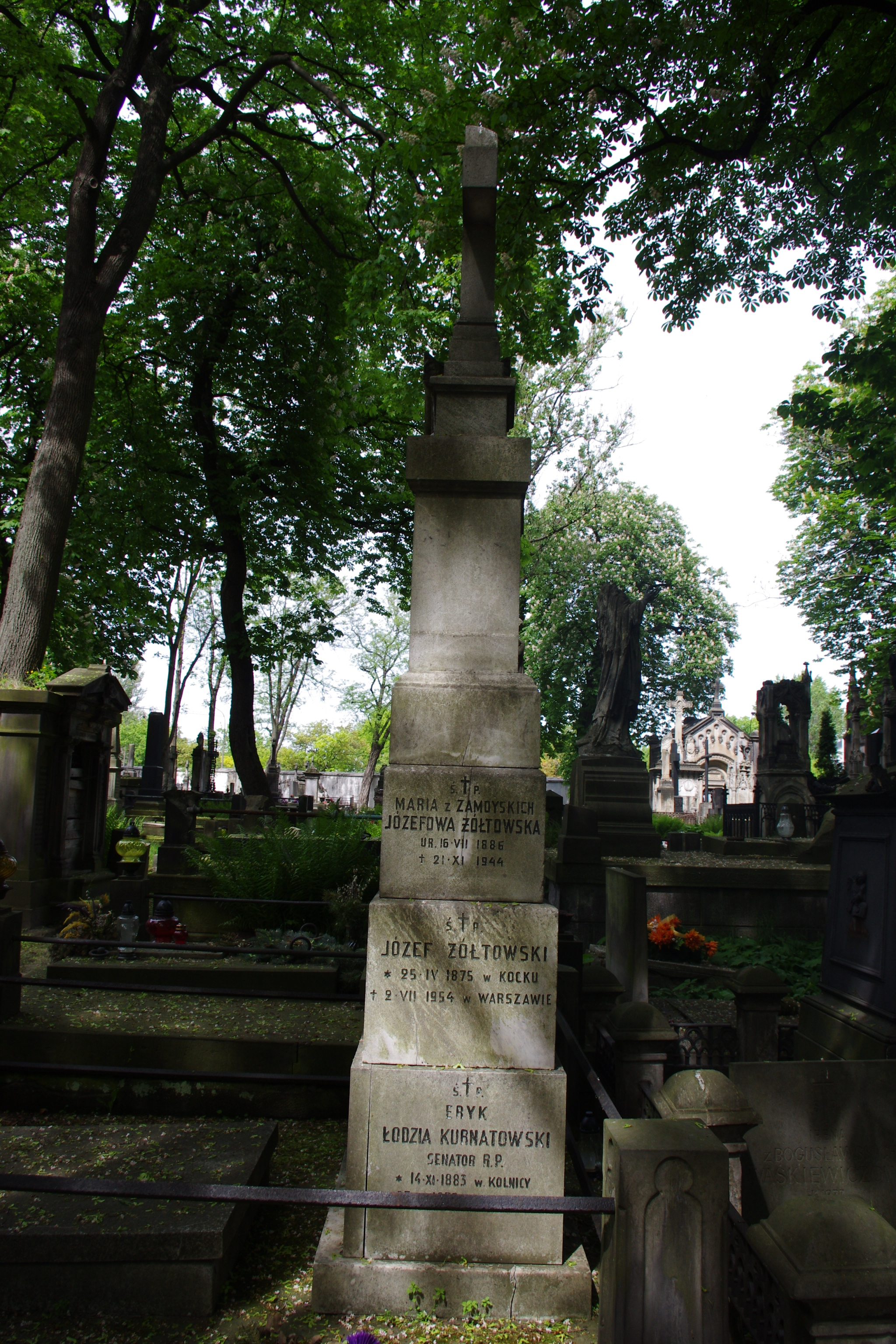
Grób senatora Eryka Łodzia Kurnatowskiego na Starych Powązkach w Warszawie

W 1919 r. majątek Łochów jako posag Izabelli Zamoyskiej przeszedł na własność rodziny Kurnatowskich herbu Łodzia.
Nowy właściciel dóbr łochowskich Eryk Kurnatowski był znanym w II Rzeczypospolitej pasjonatem koni. W 1931 r. założył on w Łochowie stadninę, która w latach 1935–1939 była notowana na pierwszym miejscu wśród wszystkich stajni w Polsce. Największymi sukcesami hodowli było pięciokrotne zdobycie Wielkiej Warszawskiej oraz prawie wszystkich nagród imiennych na torze wyścigów konnych w Warszawie.
Sukcesy Eryka Kurnatowskiego w hippice nie przekładały się jednak na umiejętność rozsądnego gospodarowania. Właściciel Łochowa znany był bowiem z wystawnego i hulaszczego życia, które znacznie zubożyło posiadany przez niego majątek i spowodowało, że w latach 30. XX w. był on zmuszony sprzedać część swoich dóbr.
10 września 1939 na stacji kolejowej w Łochowie został zbombardowany polski pociąg pancerny „Generał Sosnkowski”. Pod koniec września 1939 Łochów odwiedził Adolf Hitler, który wizytował w tym czasie jednostki Wehrmachtu biorące udział w walkach o Warszawę.
Kampania wrześniowa zakończyła istnienie w Łochowie stadniny. Po wkroczeniu wojsk niemieckich konie należące do rodziny Kurnatowskich zostały skonfiskowane i wywiezione do Mariendorfu w Brandenburgii.
Podczas okupacji hitlerowskiej, w czerwcu 1940 roku Niemcy utworzyli getto dla żydowskich mieszkańców. Przebywało w nim około 1700 Żydów. 25 września 1942 zostali wywiezieni do obozu zagłady Treblinka II i tam zamordowani.

### Łochów po II wojnie światowej
W 1944 r. dobra łochowskie zostały znacjonalizowane, a następnie rozparcelowane. Rozpoczęto odbudowę infrastruktury kolejowej, która uległa prawie całkowitemu zniszczeniu w sierpniu 1944.
W latach 50. XX w. rozpoczął się dynamiczny rozwój miejscowości. Związane to było przede wszystkim z odbudową Warszawy, w której potrzebowano rąk do pracy. Zjawiskiem powszechnym w Łochowie, który do 1945 miał charakter wybitnie rolniczy, stali się w okresie Polskiej Rzeczypospolitej Ludowej chłopo-robotnicy, którzy łączyli pracę na roli z dojazdami do fabryk i zakładów w stolicy Polski.

### Miasto
Szybki rozwój Łochowa od lat 50. XX w. i gwałtowne przekształcanie się wsi w osadę o charakterze miejskim stworzył perspektywę utworzenia powiatu z siedzibą w Łochowie. Projekt jednak upadł ze względów politycznych na rzecz rozwoju powiatów wyszkowskiego i węgrowskiego.
Nie zatrzymano jednak dalszego rozwoju miejscowości. 17 grudnia 1968 Łochów otrzymał prawa miejskie. Do miasta włączono osady Wymysły i Baczki Fabryczne. Zaczęto budować i wytyczać nowe ulice. Zaczęły powstawać nowe domy prywatne, głównie parterowe, ceglane. W latach 70. XX w. rozbudowano zakłady pracy w Baczkach i Ostrówku. W latach 1974–1977 wybudowano w mieście kościół i ustanowiono przy nim siedzibę przeniesionej w 1976 r. z Budzisk parafii Niepokalanego Serca Najświętszej Maryi Panny.
22 grudnia 1981 roku otwarto bezpośrednie, zelektryfikowane połączenie kolejowe z Łochowa do Warszawy. Zaczęły powstawać nowe osiedla mieszkaniowe.
Z dniem 1 stycznia 1992 roku połączono funkcjonujące dotychczas osobno miasto Łochów i gminę Łochów w jedną gminę miejsko-wiejską Łochów.
23 lipca 2007 gmina Łochów została laureatem rankingu samorządów gazety „Rzeczpospolita” w kategorii Najlepsza Gmina Miejska.

## Demografia

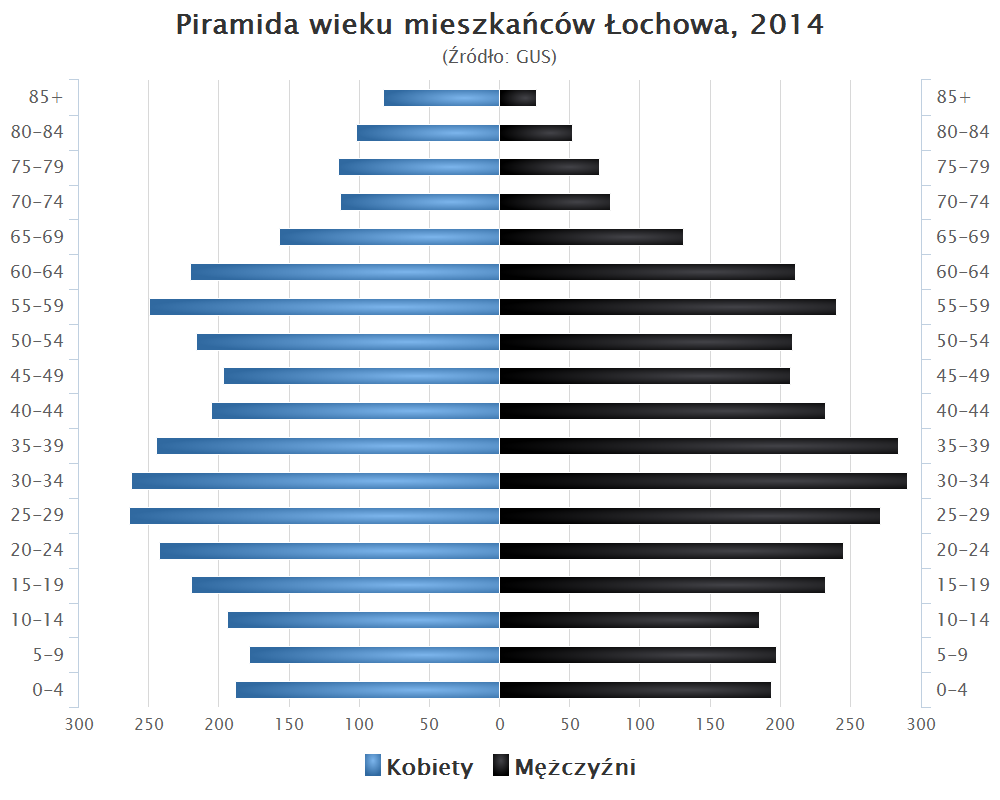
Piramida wieku mieszkańców Łochowa w 2014 roku

## Zabytki

### Budynki
- pałac neorenesansowy

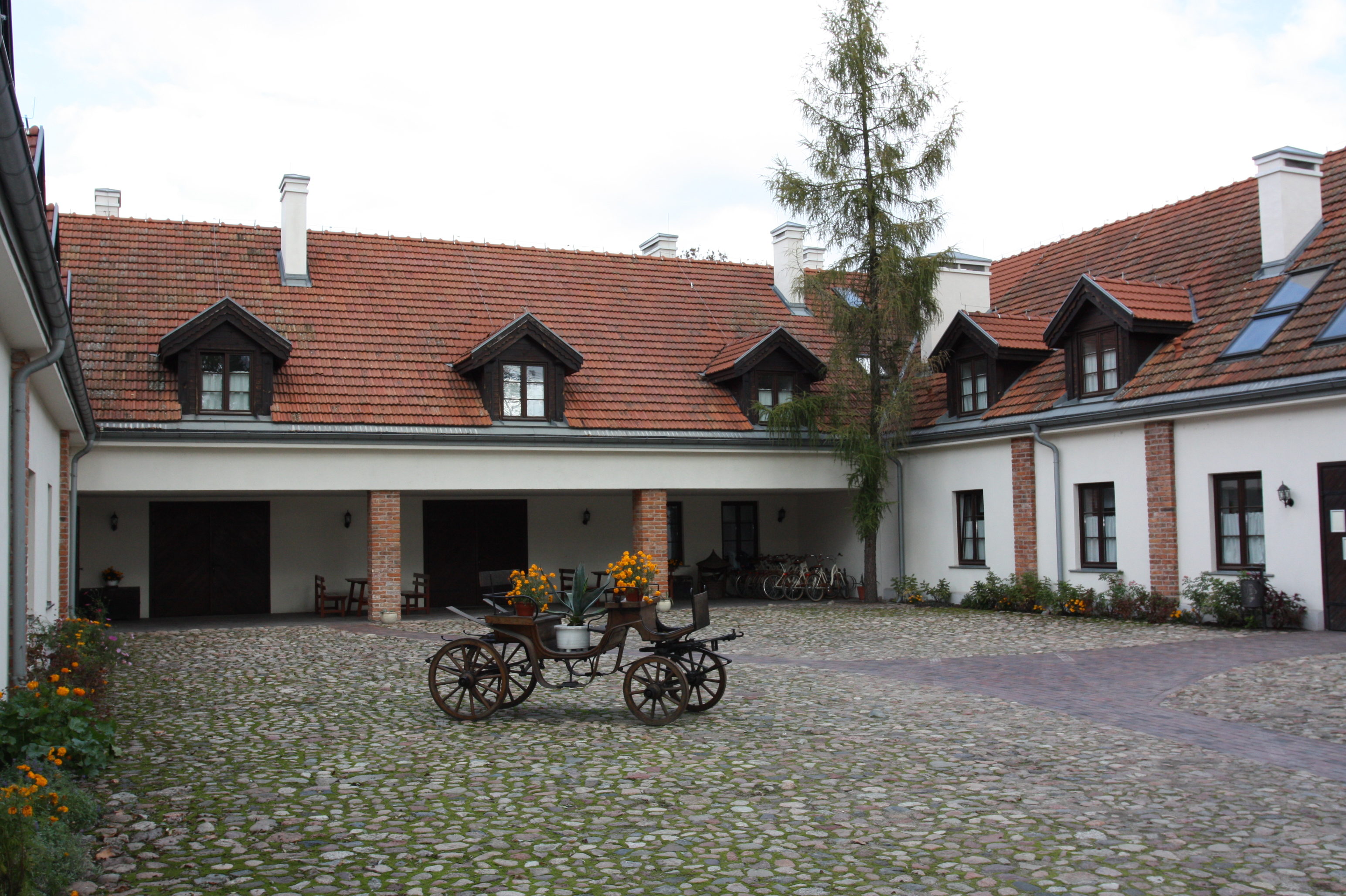
Wozownia w zespole dworskim

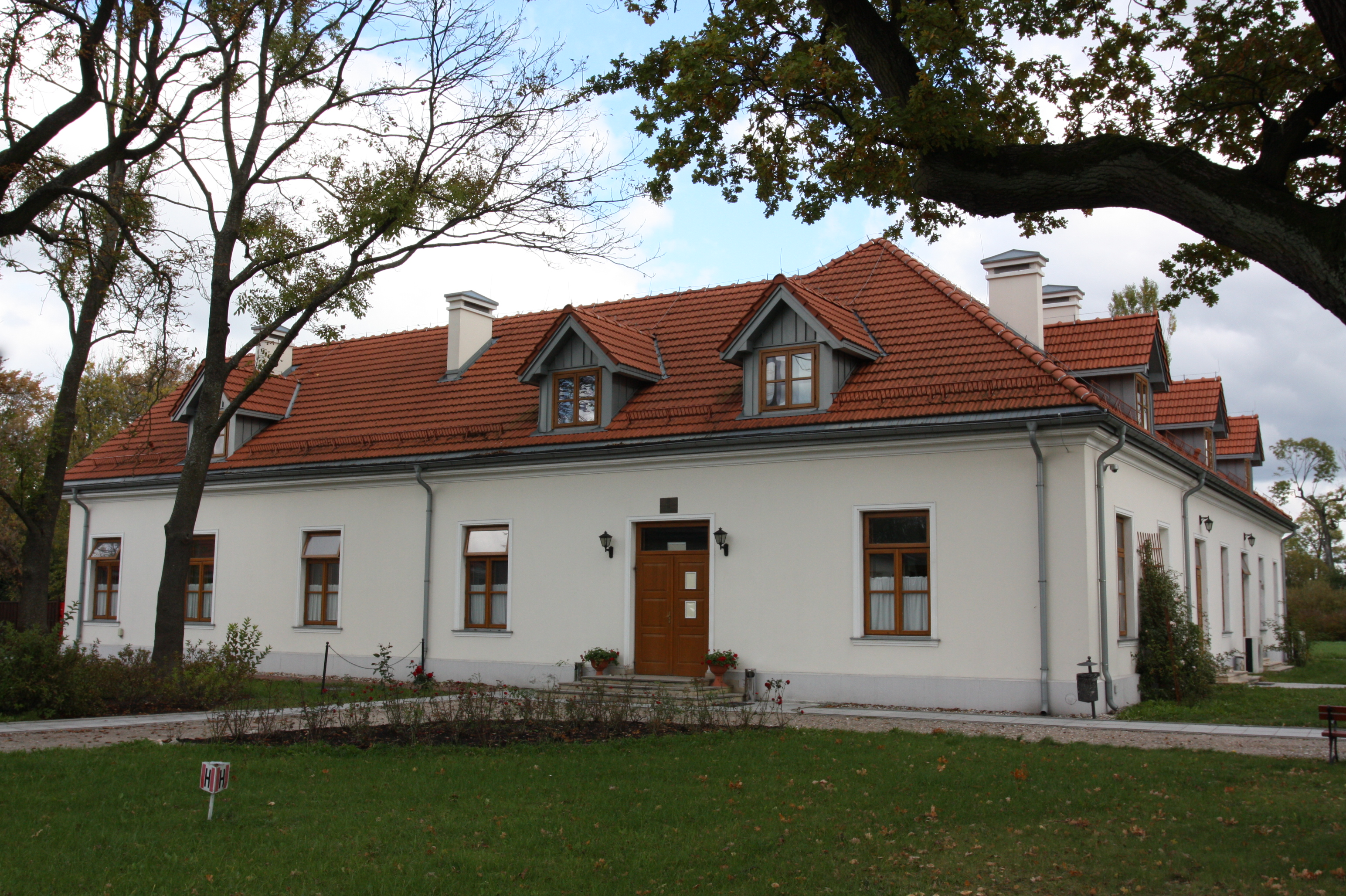
Kuchnia w zespole dworskim

Rezydencja dawnych właścicieli dóbr ziemskich w Łochowie. Pierwszy parterowy budynek z gankiem zbudowano w latach 1820–1830 dla rodziny Hornowskich. Dla rodziny Downarowiczów w latach 1875–1876 do pałacu dobudowano dwa piętrowe ryzality i żeliwną kolumnadę według projektu Bolesława Podczaszyńskiego. Kolejnym właścicielem był Andrzej Zamoyski, którego córka Elżbieta wniosła w 1913 majątek z pałacem mężowi Erykowi Kurnatowskiemu. Po nacjonalizacji majątku ziemskiego w 1944 pałac został przeznaczony na mieszkania komunalne. W latach 90. XX w. zdewastowany obiekt miasto wystawiło na sprzedaż. Po remoncie przeprowadzonym w latach 2005–2008 w budynkach pałacowych obecnie mieści się hotel i centrum konferencyjno-wypoczynkowe.
- budynek poczty

Dawny budynek poczty konnej z XIX wieku.
- parowozownia

Dawna parowozownia wzniesiona w 1868. Po II wojnie światowej budynek został przebudowany na dworzec kolejowy. Wpisany do rejestru zabytków pod nr rej.: A-886 z 7.12.2009 r.
- przepompownia

Budynek z XIX wieku wchodzący w skład dawnego kompleksu infrastruktury stacji kolejowej w Łochowie.
- dom drewniany

Pierwotnie dom letniskowy wybudowany przed II wojną światową w Urlach. W okresie okupacji przeniesiony na obecne miejsce. Służył jako kantyna dla żołnierzy niemieckich. Po wojnie mieścił się w nim Urząd Gminy. Obecnie budynek przeznaczony jest na cele usługowe.
- czworaki i budynki gospodarcze

Pozostałości po przedwojennych folwarkach Stefanin i Łochów, m.in. zespół budynków gorzelni i browaru oraz dawny młyn Gotowickiej.
- fabryka w Łochowie Fabrycznym

Kompleks zabudowań Fabryki Maszyn Rolniczych i Odlewni Żeliwa z przełomu XIX i XX wieku w Baczkach Fabrycznych, w której skład wchodzą: dom fabrykanta, stróżówka, kantor, wielorodzinne domy robotników i obsługi technicznej fabryki, szkoła, spichlerz, kuźnia i odlewnia.

### Pomniki
- rzeźba św. Jana Nepomucena

Kamienna figura na czworobocznym murowanym i otynkowanym słupie z pierwszej połowy XIX wieku.
- rzeźba Matki Boskiej

Kamienna figura w parku przypałacowym na dawnej wysepce wśród stawów rybnych z pierwszej połowy XIX wieku.
- pomnik na cmentarzu katolickim

Pomnik Poległym i Pomordowanym w okresie I i II wojny światowej. Jest to pomnik z marmuru, został postawiony w 2019 roku. Na jego miejscu stał symboliczny grób odsłonięty w 1982 z wygrawerowanym napisem Ku czci i pamięci poległych 1939–1945.
- pomnik Jana Pawła II na placu kościelnym

Symboliczny pomnik upamiętniający Jana Pawła II.

## Osiedla
- Centrum
- Osiedle Laskowska
- Osiedle Leśna
- Osiedle Węgrowska
- Sadyba
- Stary Łochów
- Łochów Fabryczny (tzw. Trepy)
- Zatorze
- Wymysły

## Gospodarka
Miasto stanowi ośrodek usługowy dla rolnictwa; zlokalizowany jest tu drobny przemysł maszynowy, spożywczy i dziewiarski.

### Banki
- Bank Spółdzielczy w Łochowie
- SKOK Stefczyka
- Agencja Banku PKO BP SA
- Partner Banku BPH S.A
- Bank Pocztowy
- Placówka Banku Pekao S.A

## Transport

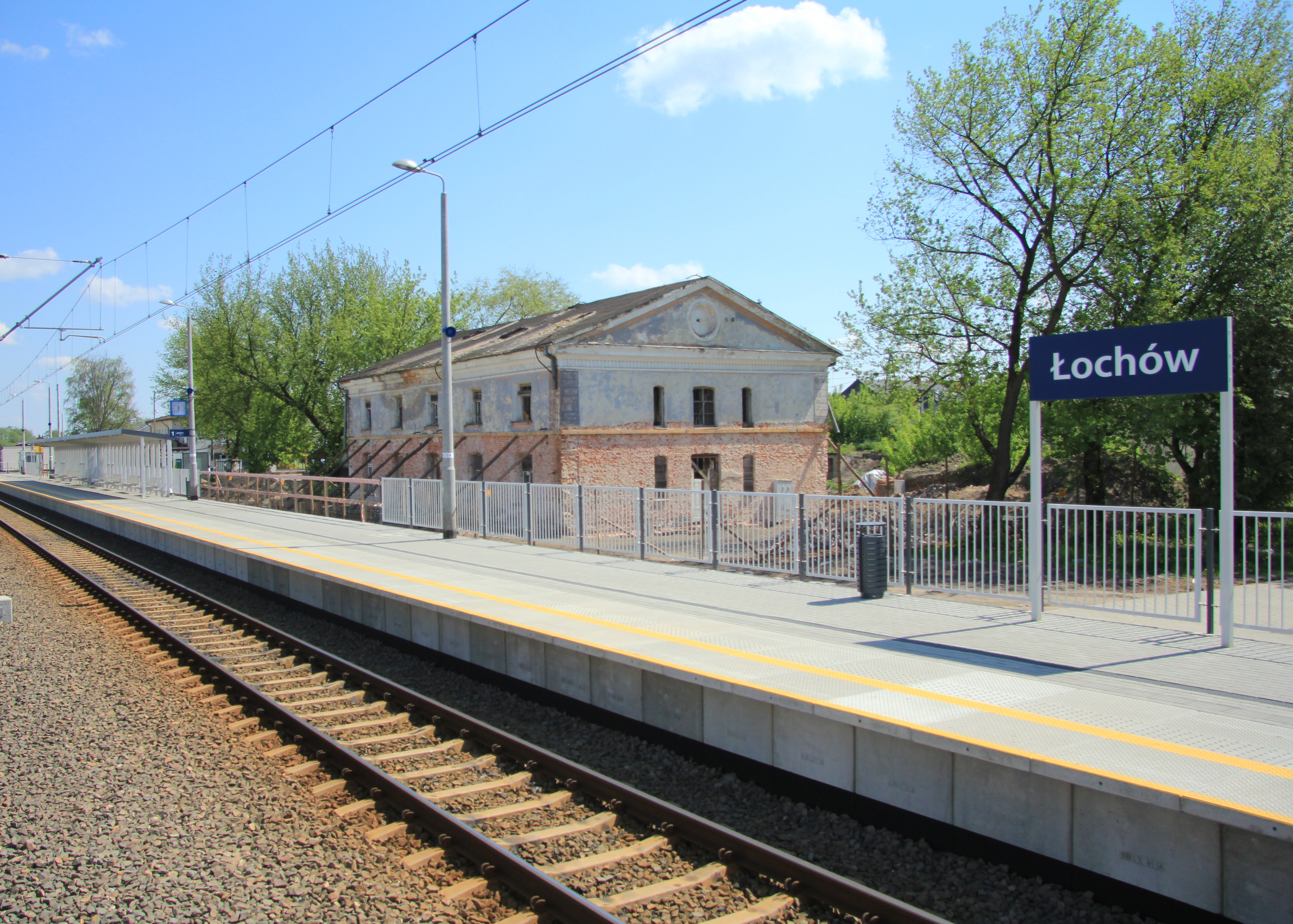
Stacja kolejowa Łochów podczas modernizacji (2016)

Łochów stanowi węzeł komunikacyjny. Przez miasto przebiega linia kolejowa ze stacją kolejową o znaczeniu państwowym:
6 Zielonka – Kuźnica Białostocka
W mieście krzyżują się drogi krajowe:
50 Ostrów Mazowiecka – Ciechanów
62 Siemiatycze – Strzelno
W Łochowie rozpoczęła się budowa obwodnicy. Powstanie ona w ciągu drogi krajowej nr 62. Ma mieć ok. 8,2 km długości i być poprowadzona po południowej stronie miasta. Umowa z GDDKiA została już podpisana. Ponadto, w 2020 roku rozpoczęła się budowa wiaduktu nad torami kolejowymi w ciągu drogi krajowej nr 62 (ul. Wyszkowska), który zastąpił przejazd kolejowy w tamtym miejscu. Pomysł ten wywołał liczne kontrowersje i skargi, m.in. ze strony mieszkańców okolicznych posesji, a sprawą zainteresowała się prokuratura. Koniec budowy planowany był na 2021 rok, ostatecznie wiadukt został oddany do użytku w lutym 2022 roku.

## Oświata
- Szkoła Podstawowa nr 1 im. Baonu Nadbużańskiego AK w Łochowie, ul. S. Żeromskiego 3
- Szkoła Podstawowa nr 2 im. Janusza Korczaka w Łochowie, ul. S. Wyspiańskiego 20
- Szkoła Podstawowa nr 3 im. Marii Konopnickiej w Łochowie, ul. 1 maja 47
- Samorządowe Przedszkole w Łochowie, ul. Kolejowa 23
- Zespół Szkół Ponadpodstawowych w Łochowie, ul. S. Wyspiańskiego 18[16]:
  - Liceum Ogólnokształcące im. Marii Sadzewiczowej w Łochowie[17]
  - Technikum w Łochowie.

## Prasa
- Gazeta Łochowska[18]
- Głos Węgrowa i Okolic[19]
- Kurier W[20]
- Tygodnik Siedlecki
- Z biegiem Liwca

## Zieleń miejska
- Park Dębinka – duży park miejski w centrum Łochowa, który przeszedł w ostatnim czasie renowację. W nowym parku powstały dwie przestrzenie. Część ma charakter rekreacyjno-wypoczynkowy z elementami rozrywkowymi, takimi jak: amfiteatr z kinem letnim, plac zabaw, fontanna, górka saneczkowa, teren piknikowy, siłownia na powietrzu, kącik szachowy, strefa gier i boisko. W ten sposób powstało „zielone centrum” Łochowa, które będzie m.in. integrowało mieszkańców. Drugą częścią parku są „surowe”, do niedawna niezagospodarowane tereny leśne. Tam odpoczynek mogą znaleźć spacerowicze i miłośnicy przyrody, bowiem przestrzeń ta jest pełna dzikich krajobrazów w formie enklaw dla zwierząt. Prace nad renowacją parku trwały w latach 2018–2019[21], a oficjalne otwarcie nastąpiło 19 czerwca 2020 roku[22].

## Imprezy kulturalne
- Dzień Strażaka
- Rajd Norwidowski
- Anioły w Łochowie
- Piknik Strażacki
- Dni Łochowa
- Jerzyska'44
- Dzień Niepodległości
- Jesień Poezji Łochowskiej

## Sport

### Kluby sportowe
- ŁKS Łochów
- KS Liwia Łochów
- SKS Olimpia Łochów
- ŁKS Łochów Women – żeński klub piłki nożnej
- Klub Strzelectwa Sportowego C-22
- Iskra Łochów

### Obiekty sportowe
- Stadion piłkarski: obecnie stadion klubu ŁKS Łochów na 1500 widzów (w tym 270 na miejscach siedzących), Aleja Łochowska 20a[23]
- Hala widowiskowo-sportowa przy Liceum Ogólnokształcącym im. Marii Sadzewiczowej
- Hala sportowa przy Szkole Podstawowej nr 3 im. Marii Konopnickiej
- Boisko piłkarskie: obecnie boisko klubu Liwia Łochów
- Kompleksy rekreacyjno-sportowe Orlik 2012 przy ulicy 1 Maja
- Strzelnica bojowa w Laskach
- Strzelnica pneumatyczna przy hali widowiskowo-sportowe przy Liceum Ogólnokształcącym im. Marii Sadzewiczowej

## Religia

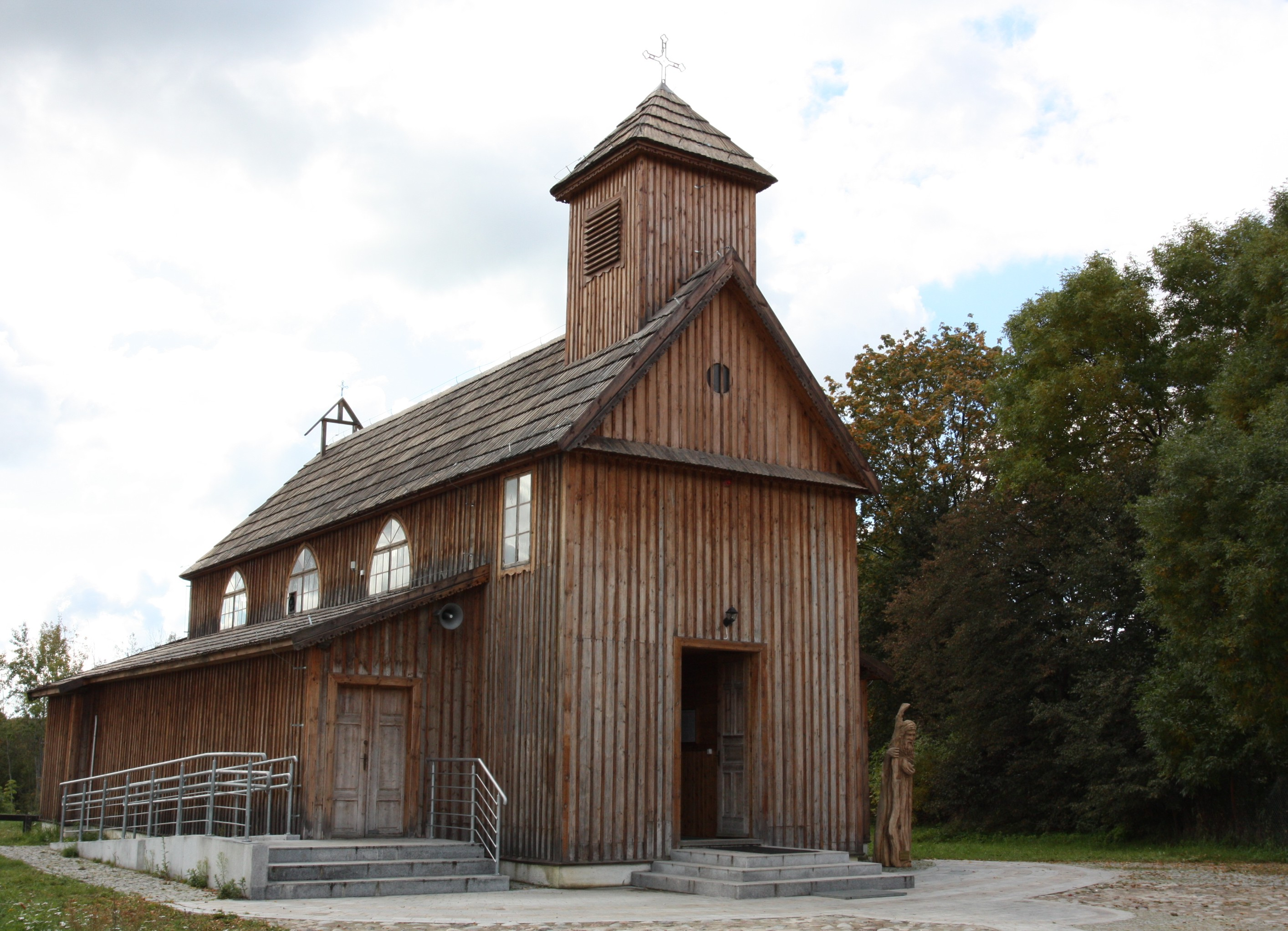
Drewniany kościół Miłosierdzia Bożego

Łochów jest siedzibą dekanatu łochowskiego w diecezji drohiczyńskiej. Miasto posiada parafię rzymskokatolicką (pw. Niepokalanego Serca NMP). Znajdują się tu też 2 kaplice: koło pałacu w Łochowie i w Łochowie Fabrycznym (należy do parafii Kamionna). Na terenie miasta znajduje się jeden cmentarz parafialny.
W Łochowie działalność kaznodziejską prowadzą dwa zbory Świadków Jehowy: Łochów-Wschód, Łochów-Zachód, korzystające z Sali Królestwa przy ul. Mazowieckiej 1 w Budziskach. Jest również protestancka ewangeliczna mniejszość wyznaniowa.